# Сьрудка (Познанський повіт)
Сьрудка (пол. Śródka, нім. Johannesburg) — село в Польщі, у гміні Клещево Познанського повіту Великопольського воєводства.
Населення — 281 особа (2011).
У 1975-1998 роках село належало до Познанського воєводства.

## Демографія
Демографічна структура станом на 31 березня 2011 року:
|          | Загалом | Допрацездатний вік | Працездатний вік | Постпрацездатний вік |
| -------- | ------- | ------------------ | ---------------- | -------------------- |
| Чоловіки | 137     | 29                 | 97               | 11                   |
| Жінки    | 144     | 40                 | 78               | 26                   |
| Разом    | 281     | 69                 | 175              | 37                   |